# People Are People (album)
People Are People je kompilační album britské hudební skupiny Depeche Mode, vydané pouze v Severní Americe u Sire Records dne 2. července 1984. V Sire v té době vycítili, že potřebují nový přístup ve své politice vydávání poté, co jejich očekávání s albem z roku 1983 Construction Time Again se v USA nepodařilo naplnit.
Dvě z celkem devíti skladeb byly pro americké publikum nové: nejnovější singl „People Are People“ a „Now, This Is Fun“, B-strana neamerického 7″ singlu „See You“. Bylo to rovněž poprvé, co byly ve Spojených státech vydány 7″ verze „Leave in Silence“ a „Get the Balance Right!“. Pro tuto kompilaci byla vybrána albová verze „Love, in Itself“, ale s „čistým“ koncem; na albu Construction Time Again se skladba prolíná do „More Than a Party“.
Album bylo vydáno v červenci 1984 s relativně malou reklamou. Znovu se dostalo do hitparád a prodávalo se lépe, až když se titulní skladba stala letním hitem v roce 1985. Album bylo později certifikováno jak zlaté v žebříčku RIAA, když se podařilo prodat půl milionu kopií. Úspěch vedl na konci roku 1985 k vydání dalšího kompilačního alba s názvem Catching Up with Depeche Mode.
Na původních vydáních LP a CD chybí na obalu alba název kapely a název alba. Tato jména byla později přidána na obaly pro pozdější re-edice.

## Seznam skladeb
Všechny skladby napsal Martin Gore, kromě skladby „Work Hard“, kterou napsali společně Gore a Alan Wilder. Všechny skladby zpívá Dave Gahan, kromě skladby „Pipeline“, kterou zpívá Gore.
Strana A
1. „People Are People“ – 3:45
2. „Now, This Is Fun“ – 3:23
3. „Love, in Itself“ – 4:21
4. „Work Hard“ – 4:21
5. „Told You So“ – 4:27

Strana B
1. „Get the Balance Right!“ – 3:13
2. „Leave in Silence“ – 4:00
3. „Pipeline“ – 6:10
4. „Everything Counts (In Larger Amounts)“ – 7:20

## Historie vydání
| Země             | Datum vydání     | Katalogové č.       |
| ---------------- | ---------------- | ------------------- |
| Kanada           | 2. července 1984 | LP: Sire 9 25124-1  |
| Spojené státy    | 2. července 1984 | Cas: Sire 9 25124-4 |
| CD (USA, Kanada) | 16. března 1987  | CD: Sire 9 25124-2  |